# Décès en février 2000
Décès
- 1996
- 1997
- 1998
- 1999
- 2000
- 2001
- 2002
- 2003
- 2004

Pour une information complémentaire, voir la page d'aide.

| Date       | Nom                      | Activités                                               | Âge     | Source |
| ---------- | ------------------------ | ------------------------------------------------------- | ------- | ------ |
| 3 février  | Alla Rakha               | musicien indien                                         | 80      | (en)   |
| 5 février  | Claude Autant-Lara       | cinéaste français                                       | 98      |        |
| 5 février  | George Koltanowski       | joueur d'échecs et journaliste échiquéen belge          | 96      |        |
| 7 février  | Sylvain Joubert          | Acteur, scénariste, réalisateur et écrivain français.   | 55      | (fr)   |
| 7 février  | Big Pun                  | Rappeur américain.                                      | 28      |        |
| 9 février  | Buck Young               | Acteur américain.                                       | 79      | (en)   |
| 10 février | Ji Pengfei               | homme politique chinois                                 | 90      | (en)   |
| 10 février | Jim Varney               | acteur, humoriste et scénariste américain               | 50      |        |
| 11 février | Bernardo Capó            | coureur cycliste espagnol                               | 80      |        |
| 11 février | Roger Vadim              | Acteur et réalisateur français.                         | 72 (fr) |        |
| 12 février | Charles Monroe Schulz    | scénariste et dessinateur de comic strips, dont Peanuts | 77      |        |
| 13 février | Bellor                   | peintre belge                                           | 88      |        |
| 13 février | Tomás Zarraonandía       | footballeur espagnol                                    | 89      |        |
| 18 février | Will                     | auteur de bande dessinée belge                          | 72      |        |
| 19 février | Riccardo Tommasi Ferroni | peintre italien                                         | 65      | (it)   |
| 20 février | Jean Dotto               | coureur cycliste français                               | 71      |        |
| 21 février | Mahboub Bati             | musicien algérien                                       | 80      |        |
| 23 février | Ofra Haza                | chanteuse israélienne d'origine yéménite                | 42      |        |
| 23 février | Stanley Matthews         | footballeur britannique                                 | 85      |        |
| 26 février | Johnny Eduardo Pinnock   | homme politique angolais                                | 54      |        |
| 26 février | Louisa Matthíasdóttir    | peintre islando-américaine                              | 83      |        |
| 27 février | Pradel Pompilus          | enseignant, grammairien, linguiste et écrivain haïtien. | 85      |        |
| 29 février | Gérard Lorin             | Acteur et metteur en scène français.                    | 72      | (fr)   |